# Guerra fratricida di Sassonia
La guerra fratricida di Sassonia fu costituita dagli scontri che ebbero luogo dal 1446 fino al 1451 tra i duca Guglielmo III di Sassonia, detto il valoroso ed il principe elettore Federico il mansueto per la signoria sui territori dei Wettin.

## Le suddivisioni del Principato
Il 16 luglio 1445 fu conclusa ad Altenburg tra i due fratelli la cosiddetta spartizione di Altenburg. Allorché il 26 settembre dello stesso anno in Lipsia Federico II scelse la parte occidentale e non il marchesato di Meißen, Guglielmo III respinse decisamente la spartizione.
Egli ottenne l'11 dicembre nel convento di Neuwerk presso Halle la cosiddetta dichiarazione di potestà di Halle, alla quale contribuirono come arbitri Federico III di Beichlingen (arcivescovo di Magdeburgo), il marchese Federico II di Brandeburgo e il langravio Ludovico II di Hessen.
Questa dichiarazione condusse alla decisione definitiva sulla suddivisione del Principato elettivo di Sassonia in due parti. Il principe elettore Federico II ottenne la parte orientale del territorio e Guglielmo terzo quella occidentale con il vecchio marchesato di Turingia e territori della parte orientale.

## L'origine della faida
Anche con questa suddivisione arbitrale il giovane irruente Guglielmo III ancora svantaggiato. Invece della pace che ci si riprometteva con questa suddivisione, ebbe inizio come conseguenza una faida che durò per ben cinque anni.
Prima dell'inizio delle ostilità, Guglielmo III fece indire il 9 gennaio 1446 una Conferenza generale a Weißensee, con la quale egli si fece rendere omaggio dai conti e dai nobili quale nuovo signore della Turingia e quindi con questo si assicurò il loro necessario sostegno. A seguito della temuta invasione da parte delle truppe del fratello Federico II, fu approvato in tutta fretta dalla Conferenza di Weißensee un ordine di mobilitazione che fu il primo della storia della Turingia ed uno dei primi nel mondo tedescofono.

## Il conflitto armato
All'inizio della primavera del 1446 la tensione fra i due fratelli crebbe notevolmente. Sebbene il conte Botho zu Stolberg, quale Consigliere segreto di Guglielmo, sollecitasse una soluzione amichevole, quest'ultimo si lasciò aizzare contro il fratello dal suo vassallo Apel Vitzthum zu Roßla il Vecchio (Niederroßla).
Per pura avidità personale di potere Apel Vitzhum e alcuni suoi compagni di lotta, fra i quali Busse Vitzthum, Friedrich von Witzleben e Bernhard von Kochberg, furono la forza trainante di una guerra micidiale che devastò gran parte della Turingia, principalmente nei territori compresi fra Weimar, Wiehe, Merseburg e Dornburg/Saale.
La tranquillità tornò in Turingia quando il 27 gennaio 1451 a Naumburg fu ristabilita la pace fra Federico II e Guglielmo III e fu riconfermata la suddivisione del 1445. Per prima cosa ci si poté dedicare in entrambi i territori dei Wettin alla ricostruzione interna.
Conseguenza della guerra fratricida sassone fu il Sächsische Prinzenraub del luglio 1455.